# Toxocarpus klossii
Toxocarpus klossii är en oleanderväxtart som beskrevs av Spencer Le Marchant Moore. Toxocarpus klossii ingår i släktet Toxocarpus och familjen oleanderväxter. Inga underarter finns listade i Catalogue of Life.